# 上道町 (境港市)
上道町（あがりみちちょう）は鳥取県境港市の町名。丁番を持たない単独町名である。 郵便番号684-0033（境港郵便局管区）。本項では同地域にかつて所在した会見郡・西伯郡上道村（あがりみちそん）についても述べる。

## 地理
境港市北部に位置する。北で馬場崎町・湊町・元町・東本町・東雲町・花町・岬町、東で昭和町、南で中野町、西で芝町・米川町・蓮池町と接する。東南部で僅かに日本海に面する。境港市役所が置かれる境港市の行政上の中心である。

## 歴史
昭和29年（1954年）から現在の町名である。

### 沿革
- 明治22年（1889年）10月 - 新しい上道村発足[5]。
- 明治23年（1890年）4月 - 上道尋常小学校開校[5]。
- 明治27年（1894年）2月 - カナダ移民団（団長足立儀代松）渡航[5]。
- 明治39年（1906年）2月 - 農業補習学校開校[5]。
- 明治40年（1907年）5月 - 納税成績優秀村として表彰される[5]。
- 明治42年（1909年）4月 - 上道尋常小学校に高等科設置[5]。
- 明治43年（1910年）4月 - 納税成績優秀村として表彰される[5]。
- 明治44年（1911年）2月 - 優良村として内務大臣から表彰[6]。
- 明治45年（1912年）4月 - 養鶏組合県下で優秀賞受章[6]。
- 大正14年（1925年）1月 - 上道神社境内に選奨記念碑建立[6]。
- 昭和5年（1930年）8月 - 皇の松後鳥羽院駐輩記念碑建立[6]。
- 昭和22年（1947年）4月 - 村内に境町上道村組合立境中学校開校[6]。
- 昭和24年（1949年） - 上道村体育協会発足[6]。
- 昭和26年（1951年）10月 - 上道村体育協会、文部大臣表彰を受ける[6]。
- 昭和27年（1952年）7月 - 上道駅設置（余子村大字中野地内）[6]。
- 昭和29年（1954年）8月 - 境港町発足により上道村廃村[6]。

#### 自治体としての沿革
- 1889年（明治22年）10月1日 - 町村制の施行により、会見郡上道村が単独で自治体を形成。
- 1896年（明治29年）4月1日 - 郡制の施行により、所属郡が西伯郡に変更。
- 1954年（昭和29年）8月10日 - 渡村・外江町・境町・余子村・中浜村と合併して境港町が発足。同日上道村廃止。
- 1956年（昭和31年）4月1日 - 境港町が市制施行して境港市となる。

### 出来事

#### 優良村として全国表彰
明治44年（1911年）2月11日、全国約12000町村中の優良17町村の1村として、内務大臣より表彰され、金500円が授与された。この表彰を記念して大正14年（1925年）に上道神社境内に｢選奨記念碑｣（題字若槻禮次郎元首相）が建立された。

#### 後鳥羽上皇記念碑
昭和5年（1930年）8月、後鳥羽院駐輩記念碑が建立された。『旧上道村誌』によると､｢隠岐島御選幸のとき、この浜べに御舟を寄せこの松の下で休まれ、御晝食を摂られた松の下に一軒のカヤ葺の貧家があり、ここの老人がソバを献じた。松は樹齢千年を数える弓浜部第一の名木で、高さは18ヒロ、太さ5ヒロあったが、明治30年（1897年）に枯れた。後の世の人はこの松を尊で“皇（おう）の松”と呼んだ。

## 世帯数と人口
2022年（令和4年）7月31日現在の世帯数と人口は以下の通りである。
| 町丁   | 世帯数    | 人口    |
| ------ | --------- | ------- |
| 上道町 | 1,588世帯 | 3,374人 |

### 世帯数・人口の変遷
『鳥取県統計書』より。
- 明治35年（1902年） - 1725人（男800､女925）、311戸
- 明治44年（1911年） - 1815人（男824､女991）、308戸
- 大正5年（1916年） - 1791人（男804､女987）、339戸
- 昭和元年（1926年） - 1904人（男851､女1053）、405世帯
- 昭和10年（1935年） - 1998人（男863､女1135）、414世帯
- 昭和23年（1948年） - 2797人（男1268､女1592）、562世帯

## 政治

### 町村長・町村会の議員について
村長一覧
1. 稲賀龍二：明治23年（1890年）3月 - 大正3年（1914年）2月
2. 中嶋多蔵：大正3年（1914年）3月 - 大正8年（1919年）4月
3. 松井惟一郎：大正8年（1919年）4月 - 大正11年（1922年）10月
4. 稲賀龍二：大正12年（1923年）2月 - 大正15年（1926年）4月
5. 増谷喬：大正15年（1926年）5月 - 昭和4年（1929年）9月
6. 村田梅太郎：昭和4年（1929年）12月 - 昭和8年（1933年）9月
7. 堀田好太郎：昭和8年（1933年）9月 - 昭和10年（1935年）3月
8. 松井惟一郎：昭和10年（1935年）7月 - 昭和14年（1939年）7月
9. 足立正吉：昭和14年（1939年）7月 - 昭和21年（1946年）11月
10. 松永誠一郎：昭和22年（1947年）4月 - 昭和29年（1954年）8月

助役一覧
1. 藤本茂三郎：明治22年（1889年）11月 - 明治23年（1890年）3月
2. 足立国五郎：明治23年（1890年4月 - 明治35年（1902年）4月[11]
3. 中嶋多蔵：明治35年（1902年）4月 - 大正3年（1914年）3月
4. 松井惟一郎：大正3年（1914年）4月 - 大正8年（1919年）4月
5. 堀田隆三郎：大正8年（1919年）7月 - 大正9年（1920年）3月
6. 松永誠一郎：大正9年（1920年）3月 - 大正15年（1926年）4月
7. 松井惟一郎：大正15年（1926年）4月 - 昭和10年（1935年）2月
8. 足立正吉：昭和10年（1935年）3月 - 昭和14年（1939年）7月
9. 生中誠三：昭和14年（1939年）8月 - 昭和21年（1946年）11月
10. 藤本宰：昭和22年（1947年）4月 - 昭和29年（1954年）8月

収入役一覧
1. 足立国五郎：明治22年（1889年）12月 - 明治23年（1890年）3月
2. 中嶋多蔵：大正12年（1923年）3月 - 大正15年（1926年）4月
3. 角角次郎：大正15年（1926年）5月 - 昭和3年（1928年）4月
4. 足立正吉：昭和3年（1928年）4月 - 昭和10年（1935年）3月
5. 藤本宰：昭和11年（1936年）9月 - 昭和21年（1946年）11月
6. 遠藤元治：昭和22年（1947年）4月 - 昭和29年（1954年）8月

書記
中嶋多蔵、松井惟一郎、松永誠一郎、佐賀仲次郎、安達仁太郎、東明、藤本政、池淵松太郎、藤本宰、角弘、杉山房雄、遠藤巌、森川信雄、遠藤元治、堀田啓二、門岡喜久江、門永信、松下新治、橋本俊吉、東昌、遠藤謙二郎、里道勝己、門永礼子、片桐和子、里見倭文子、佐賀早苗（すべて就任期間不明）。
村会議員
村会議員は次の通り（表中、補＝補欠、死＝在任中死去、辞＝辞任のほか召集、取消、失格、隠居等を含む）
- 明治22年（1889年） - 門岡捨松（辞）、足立国五郎（辞）、堀田健三郎、堀田真吉郎、増谷喬、稲賀龍二、門永真九郎、藤本茂三郎
- 明治25年（1892年） - 松下六太郎、松下傳三郎、増谷喬、堀田健三郎
- 明治28年（1895年） - 堀田真吉郎、門永真九郎、門永尚一、足立毅一郎
- 明治31年（1898年） - 増谷喬、松下六太郎、南菊太郎、浜田隆三郎
- 明治34年（1901年） - 堀田真吉郎（辞）、門永真九郎（死）、里見栄次郎、足立毅一郎、門永栄太郎（補）、堀田六松（補）
- 明治37年（1904年） - 南菊太郎、堀田隆三郎、松下傳三郎、松下六太郎、増谷喬、川尻吉郎平
- 明治40年（1907年） - 門永栄太郎、池淵麗壽、堀田六松、足立毅一郎、里見栄次郎
- 明治43年（1910年） - 川尻吉郎平、堀田隆三郎、南菊太郎、増谷喬、松下六太郎（死）
- 大正2年（1913年） - 里見栄次郎（辞）、稲賀龍二、堀田隆三郎、増谷喬、門永栄太郎（辞）、川尻栄次郎、大森樽松、堀田六松、南菊太郎、足立令七
- 大正6年（1917年） - 松下亮、里見正栄、安達英一郎、堀田隆三郎（辞）、増谷喬、足立令七、南菊太郎、生中熊治郎、川尻栄次郎、柏木直太郎
- 大正10年（1921年） - 稲賀龍二、池淵達三、渋谷虎次郎、安達栄一郎（死）、堀田仲一、里見正栄、南菊太郎、松下亮、堀田源太、柏木直太郎
- 大正14年（1925年） - 稲賀龍二、池淵達三、岩田幸一、堀田好太郎、柏木敬吉、村田梅太郎（辞）、打越亀太郎、増谷喬、松下喬、足立令七（辞）、里見正栄、渋谷虎次郎
- 昭和4年（1929年） - 生中誠三、堀田好太郎、堀田仲一（辞）、村上章、打越亀太郎、増谷喬、松永誠一郎、松下亮、足立陳、里見正栄、都田徳次郎、壽美幸一
- 昭和8年（1933年） - 清水純、増谷亨、足立陳、村上章、村田梅太郎、生中誠三、都田徳次郎、松永誠一郎（辞）、里見正栄、松下亮（辞）、柏木敬吉、壽美一三
- 昭和12年（1937年） - 生中誠三、坂本友二郎、里見正栄、村田恵一、大森友一、壽美一三、清水純、本池統一、都田徳次郎、足立陳、村上章、柏木敬吉
- 昭和17年（1942年） - 足立国雄、堀田実、佐賀省三、都田磯、村上公、里見正栄、増谷亨、永田正名、村田恵一、生中誠三、本池統一、清水純

## 小・中学校の学区
市立小・中学校に通う場合、学区は以下の通りとなる。
| 番地              | 小学校             | 中学校             |
| ----------------- | ------------------ | ------------------ |
| 市道境132号線以北 | 境港市立境小学校   | 境港市立第一中学校 |
| 市道境132号線以南 | 境港市立上道小学校 | 境港市立第一中学校 |

## 交通

### 鉄道
町内に鉄道駅はない。

### 道路
- 国道431号
- 鳥取県道47号米子境港線
- 鳥取県道163号境港線

## 施設
- 境港市役所
- 境港市民交流センター(みなとテラス)
- 鳥取県立境高等学校
- 境港市立第一中学校
- 境港市立上道小学校
- 境港警察署
- 境港郵便局

### 医療機関
- 阿曽皮膚科クリニック
- 浜本眼科クリニック
- 村上内科クリニック
- 渡部整形外科医院
- 小森眼科クリニック
- 済生会境港総合病院

## 苗字
『伯耆志』に伝える大山氏の末裔は、現在の東家といわれている。村誌『上道村』によると、｢古記録に松下・足立・堀田・柏木・門永・遠藤・月谷・永田あり、その内足立家最も多し｣とあり、寛政末年までの庄屋・年寄姓氏にも足立姓が最も多く、その間に堀田・松下・柏木姓が点在している。松下姓は、後鳥羽上皇が隠岐に配流されたさいに、松の下に住む翁が上皇に昼食をささげたことにちなむと伝えられている（『上道村(誌)』）。

## 出身人物
- 足立正（教育者、郷土史家） - 父は足立国五郎、養良高等小学校校長、第十二代境町町長、米子市立山陰歴史館初代館長、由木康は次男。
- 足立荘（記者、実業家） - 父は足立国五郎、時事新報社記者、日本徴兵保険（現大和生命保険）創立。
- 池淵家（医家）
- 稲賀龍二（政治家） - 初代上道村長、第十一代境町長、郡会議長、県会議長。
- 鹿島平堂（教育者、俳人）
- 稲賀幸（医師）
- 佐賀省三（政治家、俳人）
- 藤本与喜（教育者、宗教家、キリスト教伝道者）
- 藤本光清（体育家） - ラジオ体操考案者の一人。
- 由木康（牧師） - 教育者足立正の次男、由木虎松の養子、きよしこの夜の訳詞者。

### 県表彰者
- 稲賀龍二（明治41年（1908年）5月19日） - 明治22年（1889年）以来、村長として村自治発達に寄与したため。
- 足立正（大正2年（1913年）2月11日）- 多年小学校の教育に従事し功績顕著、同日文部大臣表彰。
- 松井惟一郎（大正9年（1920年）10月8日）- 地方鶏種の改良、村養鶏業の発達に寄与したため。